# First Division 1958-1959
La First Division 1958-1959 è stata la 60ª edizione della massima serie del campionato inglese di calcio,, disputato tra il 23 agosto 1958 e il 4 maggio 1959 e concluso con la vittoria del Wolverhampton, al suo terzo titolo, il secondo consecutivo.
Capocannoniere del torneo è stato Jimmy Greaves (Chelsea) con 33 reti.

## Stagione

### Novità
Al posto delle retrocesse Sunderland e Sheffield Weds sono saliti dalla Second Division il West Ham Utd e il Blackburn.

## Squadre partecipanti
| Squadra           | Stagione | Città               | Stadio           | Stagione precedente                   |
| ----------------- | -------- | ------------------- | ---------------- | ------------------------------------- |
| Arsenal           | dettagli | Londra              | Highbury         | 12º posto in First Division           |
| Aston Villa       | dettagli | Birmingham          | Villa Park       | 14º posto in First Division           |
| Birmingham City   | dettagli | Birmingham          | St Andrew's      | 13º posto in First Division           |
| Blackburn         | dettagli | Blackburn           | Ewood Park       | 2º posto in Second Division, promosso |
| Blackpool         | dettagli | Blackpool           | Bloomfield Road  | 7º posto in First Division            |
| Bolton            | dettagli | Bolton              | Burnden Park     | 15º posto in First Division           |
| Burnley           | dettagli | Burnley             | Turf Moor        | 6º posto in First Division            |
| Chelsea           | dettagli | Londra              | Stamford Bridge  | 11º posto in First Division           |
| Everton           | dettagli | Liverpool           | Goodison Park    | 16º posto in First Division           |
| Leeds Utd         | dettagli | Leeds               | Elland Road      | 18º posto in First Division           |
| Leicester City    | dettagli | Leicester           | Filbert Street   | 17º posto in First Division           |
| Luton Town        | dettagli | Luton               | Kenilworth Road  | 8º posto in First Division            |
| Manchester City   | dettagli | Manchester          | Maine Road       | 5º posto in First Division            |
| Manchester Utd    | dettagli | Manchester          | Old Trafford     | 9º posto in First Division            |
| Newcastle Utd     | dettagli | Newcastle upon Tyne | St James' Park   | 19º posto in First Division           |
| Nottingham Forest | dettagli | Nottingham          | City Ground      | 10º posto in First Division           |
| Portsmouth        | dettagli | Portsmouth          | Fratton Park     | 20º posto in First Division           |
| Preston N.E.      | dettagli | Preston             | Deepdale         | 2º posto in First Division            |
| Tottenham         | dettagli | Londra              | White Hart Lane  | 3º posto in First Division            |
| West Bromwich     | dettagli | West Bromwich       | The Hawthorns    | 4º posto in First Division            |
| West Ham Utd      | dettagli | Londra              | Boleyn Ground    | 1º posto in Second Division, promosso |
| Wolverhampton     | dettagli | Wolverhampton       | Molineux Stadium | 1º posto in First Division            |

## Classifica finale
|       | Pos. | Squadra           | Pt | G  | V  | N  | P  | GF  | GS  | MG    |
| ----- | ---- | ----------------- | -- | -- | -- | -- | -- | --- | --- | ----- |
|       | 1.   | Wolverhampton     | 61 | 42 | 28 | 5  | 9  | 110 | 49  | 2.245 |
|       | 2.   | Manchester Utd    | 55 | 42 | 24 | 7  | 11 | 103 | 66  | 1.561 |
|       | 3.   | Arsenal           | 50 | 42 | 21 | 8  | 13 | 88  | 68  | 1.294 |
|       | 4.   | Bolton            | 50 | 42 | 20 | 10 | 12 | 79  | 66  | 1.197 |
|       | 5.   | West Bromwich     | 49 | 42 | 18 | 13 | 11 | 88  | 68  | 1.294 |
|       | 6.   | West Ham Utd      | 48 | 42 | 21 | 6  | 15 | 85  | 70  | 1.214 |
|       | 7.   | Burnley           | 48 | 42 | 19 | 10 | 13 | 81  | 70  | 1.157 |
|       | 8.   | Blackpool         | 47 | 42 | 18 | 11 | 13 | 66  | 49  | 1.347 |
|       | 9.   | Birmingham City   | 46 | 42 | 20 | 6  | 16 | 84  | 68  | 1.235 |
|       | 10.  | Blackburn         | 44 | 42 | 17 | 10 | 15 | 76  | 70  | 1.086 |
|       | 11.  | Newcastle Utd     | 41 | 42 | 17 | 7  | 18 | 80  | 80  | 1.000 |
|       | 12.  | Preston N.E.      | 41 | 42 | 17 | 7  | 18 | 70  | 77  | 0.909 |
| [ 2 ] | 13.  | Nottingham Forest | 40 | 42 | 17 | 6  | 19 | 71  | 74  | 0.959 |
|       | 14.  | Chelsea           | 40 | 42 | 18 | 4  | 20 | 77  | 98  | 0.786 |
|       | 15.  | Leeds Utd         | 39 | 42 | 15 | 9  | 18 | 57  | 74  | 0.770 |
|       | 16.  | Everton           | 38 | 42 | 17 | 4  | 21 | 71  | 87  | 0.816 |
|       | 17.  | Luton Town        | 37 | 42 | 12 | 13 | 17 | 68  | 71  | 0.958 |
|       | 18.  | Tottenham         | 36 | 42 | 13 | 10 | 19 | 85  | 95  | 0.895 |
|       | 19.  | Leicester City    | 32 | 42 | 11 | 10 | 21 | 67  | 98  | 0.684 |
|       | 20.  | Manchester City   | 31 | 42 | 11 | 9  | 22 | 64  | 95  | 0.674 |
|       | 21.  | Aston Villa       | 30 | 42 | 11 | 8  | 23 | 58  | 87  | 0.667 |
|       | 22.  | Portsmouth        | 21 | 42 | 6  | 9  | 27 | 64  | 112 | 0.571 |

Legenda:
      Campione d'Inghilterra e qualificata in Coppa dei Campioni 1959-1960.
      Retrocesse in Second Division 1959-1960.
Note:
Due punti a vittoria, uno a pareggio, zero a sconfitta.
A parità di punti le squadre venivano classificate secondo il quoziente reti.

## Statistiche

### Squadre

#### Capoliste solitarie
Fonte:
|    | —— | —— | —— | ——  | —— | —— | —— | —— | ——  | ——  | ——     | ——     | ——  | ——  | ——  | ——  | ——  | ——  | ——  | ——  | ——  | ——            | ——            | ——            | ——            | ——            | ——            | ——            | ——  | ——  | ——            | ——            | ——            | ——            | ——            | ——            | ——            | ——            | ——            | ——            | ——            | —— |  |
|    |    |    |    | Bol |    |    |    |    | Lut |     | Bolton | Bolton |     |     |     | Wol |     | Bol |     |     |     | Wolverhampton | Wolverhampton | Wolverhampton | Wolverhampton | Wolverhampton | Wolverhampton | Wolverhampton | MU  |     | Wolverhampton | Wolverhampton | Wolverhampton | Wolverhampton | Wolverhampton | Wolverhampton | Wolverhampton | Wolverhampton | Wolverhampton | Wolverhampton | Wolverhampton |    |  |
|    |    |    |    |     |    |    |    |    |     |     |        |        |     |     |     |     |     |     |     |     |     |               |               |               |               |               |               |               |     |     |               |               |               |               |               |               |               |               |               |               |               |    |  |
|    |    |    |    |     |    |    |    |    |     |     |        |        |     |     |     |     |     |     |     |     |     |               |               |               |               |               |               |               |     |     |               |               |               |               |               |               |               |               |               |               |               |    |  |
| 1ª | 2ª | 3ª | 4ª | 5ª  | 6ª | 7ª | 8ª | 9ª | 10ª | 11ª | 12ª    | 13ª    | 14ª | 15ª | 16ª | 17ª | 18ª | 19ª | 20ª | 21ª | 22ª | 23ª           | 24ª           | 25ª           | 26ª           | 27ª           | 28ª           | 29ª           | 30ª | 31ª | 32ª           | 33ª           | 34ª           | 35ª           | 36ª           | 37ª           | 38ª           | 39ª           | 40ª           | 41ª           | 42ª           |    |  |